# فيليكس دي أفيلار بروتيرو
فيليكس دي أفيلار بروتيرو (بالبرتغالية: Félix de Avelar Brotero‏) كان عالم نباتٍ برتغالياً، ولد في 25 نوفمبر 1744 وتوفي في 4 أغسطس 1828.